# Erich Wiese
Erich Wiese (* 30. August 1891 in Liebau in Schlesien, Kreis Landeshut i. Schles., Provinz Schlesien; † 24. November 1979 in München) war ein deutscher Kunsthistoriker.

## Leben
Erich Wiese war der Sohn eines Lokomotivheizers aus Liebau. Er studierte an den Universitäten Jena, München, Göttingen, Lausanne und Breslau. Im Jahr 1920 wurde er an der Schlesischen Friedrich-Wilhelms-Universität in Breslau mit der Arbeit Die Breslauer Holzplastik von ihren Anfängen bis zum Ausgang des weichen Stils promoviert. Er wurde als Kunsthistoriker am Schlesischen Museum der Bildenden Künste in Breslau tätig, wo er 1925 das Amt des Kustos erhielt. 1929 wurde er Direktor des Museums, das er weiter ausbaute. In seiner Amtszeit erweiterte Wiese die Sammlung des Hauses vor allem um Werke expressionistischer Künstler. So kaufte er u. a. viele sozialkritische Grafiken von George Grosz und Otto Dix an, wie bereits sein Vorgänger Heinz Braune, der das Museum von 1919 bis 1929 geleitet hatte. Wegen seines Einsatzes für die Moderne Kunst galt Wiese in der Zeit des Nationalsozialismus als unerwünscht und wurde am 23. Juni 1933 von den Nationalsozialisten seines Amtes enthoben. Sein Nachfolger wurde Cornelius Müller-Hofstede, der 1934 am Breslauer Kunstmuseum angestellt und zwei Jahre später zum ordentlichen Museumsdirektor ernannt wurde.
Wiese zog nach seiner Entlassung nach Hirschberg im Riesengebirge (heute Jelenia Góra), wo er sich als Privatwissenschaftler betätigte sowie ein Antiquariat führte. Nach Ende des Zweiten Weltkriegs verließ er im Jahr 1945 Schlesien und siedelte sich, nachdem er kurze Zeit in Bayern gelebt hatte, in Auerbach (Bensheim) an. 1950 wurde er Direktor des Hessischen Landesmuseums in Darmstadt. Er trieb vor allem den Erwerb von Werken der Klassischen Moderne für das Haus voran und konnte dabei u. a. als Förderer den Unternehmer Karl Ströher (Miteigentümer des Darmstädter Wella-Konzerns) gewinnen, der in den 1960er und 1970er Jahren „als einer der bedeutenden Förderer und Sammler moderner Kunst“ in Deutschland galt. Wiese hatte die Leitung des Museums bis 1959 inne und ging dann in den Ruhestand. Sein Nachfolger wurde Gerhard Bott. Wiese hatte ab 1952 eine Honorarprofessur an der Technischen Hochschule in Darmstadt inne.

## Auszeichnungen
- 1967: Georg-Dehio-Preis der Künstlergilde Esslingen

## Veröffentlichungen (Auswahl)
- Schlesische Plastik vom Beginn des XIV. bis Mitte des XV. Jahrhunderts. Klinkhardt & Biermann, Leipzig 1923.
- Paul Gauguin. Zwei Jahrzehnte nach seinem Tod (= Junge Kunst in Europa, Band 36). Klinkhardt & Biermann, Leipzig 1923.
- Alexander Archipenko (= Junge Kunst in Europa, Band 40). Klinkhardt & Biermann, Leipzig 1923.
- mit Heinz Braune und unter Mitwirkung von Ernst Kloss (Hrsg.): Schlesische Malerei und Plastik des Mittelalters. Kritischer Katalog der Ausstellung in Breslau 1926. Ausstellungskatalog. Alfred Kröner Verlag, Leipzig 1929.
- mit Karl Ströher: Ausstellung Kunst unserer Zeit. Privatsammlung Karl Ströher. Juni–September 1954. Ausstellungskatalog. Hessisches Landesmuseum Darmstadt, Darmstadt 1954.
- Deutsche Kultur im Osten. Ständige Ausstellung in Wiesbaden, „Haus der Heimat“. Katalog. Hessischer Kultusminister, Wiesbaden (um 1966).
- Biedermeierreise durch Schlesien. J. G. Bläschke Verlag, Darmstadt 1966.